# Ernst Boesebeck
| Diese Baustelle befindet sich fälschlicherweise im Artikelnamensraum. Bitte verschiebe die Seite oder entferne den Baustein {{Baustelle}}. |

Solltest du über eine Suchmaschine darauf gestoßen sein, bedenke, dass der Text noch unvollständig sein und Fehler oder ungeprüfte Aussagen enthalten kann. Wenn du Fragen zum Thema hast, nimm Kontakt mit den Autoren auf.
Ernst Boesebeck (* 1892; † 1971) war ein deutscher Rechtsanwalt, Notar und Fachautor im Bereich des Gesellschaftsrechts. Während der Zeit des Nationalsozialismus zählte er zu den einflussreichen Praktikern und publizistischen Stimmen im Personengesellschaftsrecht. Boesebeck war in Frankfurt am Main als Rechtsanwalt und Notar tätig. Er war Mitglied mehrerer Fachausschüsse an der Akademie für Deutsches Recht, darunter zur Reform des Personengesellschaftsrechts sowie des GmbH-Rechts.
Seine juristischen Schriften, insbesondere zur sogenannten „kapitalistisch organisierten Kommanditgesellschaft“, standen unter dem ideologischen Einfluss des Nationalsozialismus. Dabei propagierte Boesebeck jedoch keine grundsätzliche Ablehnung der personengesellschaftsrechtlichen Vertrags- und Gestaltungsfreiheit. Vielmehr trat er – wie viele seiner Zeitgenossen – für eine Einschränkung dieser Freiheit ein, insbesondere durch die Einführung des Grundsatzes der Einheit von Herrschaft und Haftung.
Nach dem Ende des Zweiten Weltkriegs wandte sich Boesebeck verstärkt dem Aktienrecht zu. Eine öffentliche Auseinandersetzung mit seinem Wirken während der NS-Zeit ist nicht dokumentiert.
Boesebecks Kanzlei gehörte sowohl während als auch nach der Zeit des Nationalsozialismus zu den führenden wirtschaftsrechtlich ausgerichteten Kanzleien in Frankfurt am Main. Die Kanzlei firmierte später als Boesebeck Barz. Sie schloss sich in den 1990er Jahren mit der Kanzlei Droste zusammen und firmierte fortan als Boesebeck Droste, bevor sie später nach internationalen Fusionen in der Großkanzlei Hogan Lovells aufging.